# ストリームエディタ
ストリームエディタ (英: stream editor) は、テキストエディタの一種であり、テキストをあらかじめ指定した手順により一括処理（バッチ処理）を行うソフトウェアである。これに対して、スクリーンエディタやラインエディタは、人が対話的に使用するエディタである。
ストリームエディタとしては、AWK、Perl、Ruby、Pythonなどのスクリプト言語を使用できる。
狭義にはストリームエディタは、UNIXの標準コマンドであるsedのことを指す。
また、動画編集ソフトウェアのことをストリームエディタと呼ぶこともある。データとして記録された動画に対して、切断、繋ぐなどの操作を行うためのもの。